# 瑪格麗特堡壘

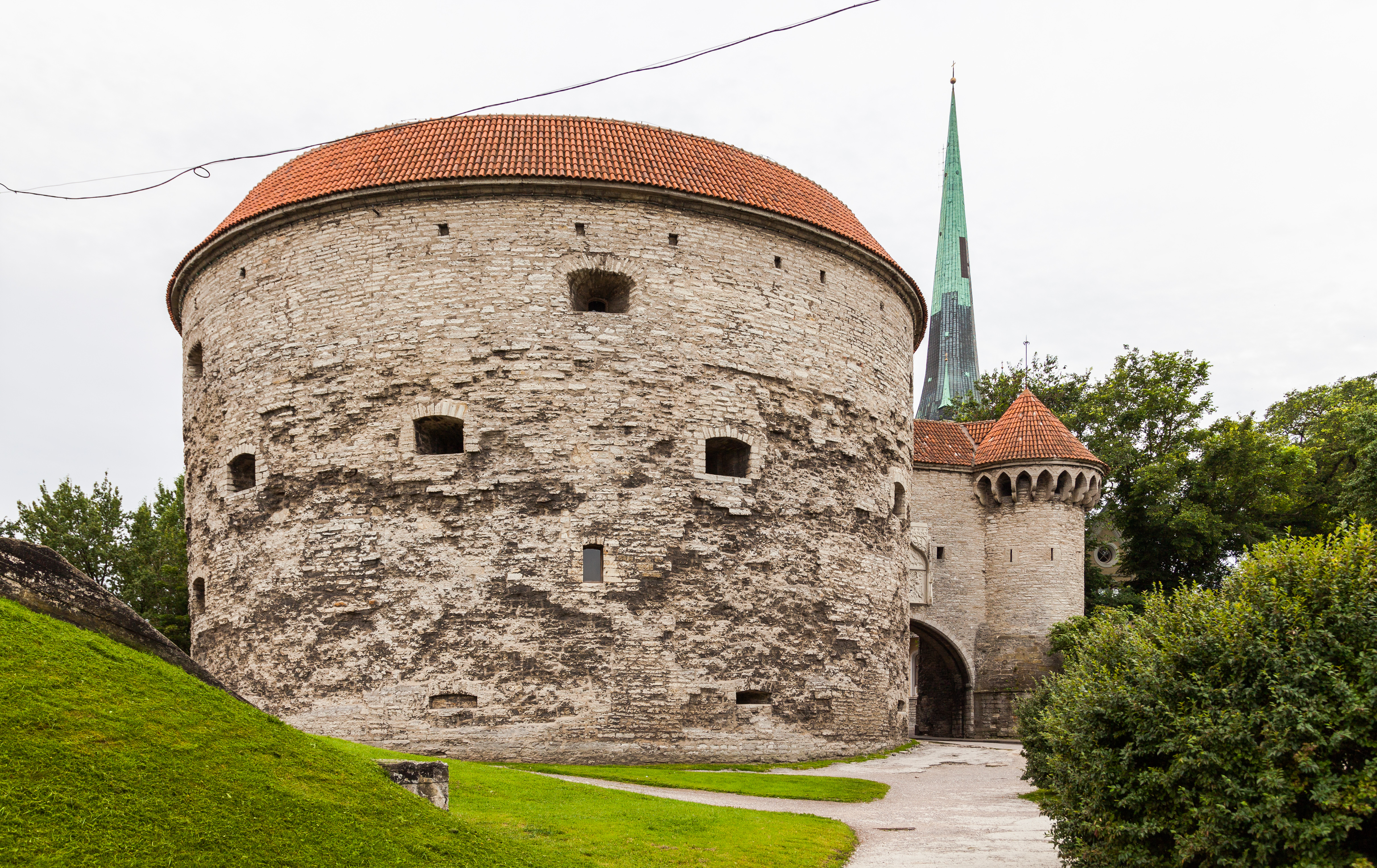

瑪格麗特堡壘是位於愛沙尼亞首都塔林的一座建築，在歷史上曾被用來作為加農炮的砲台。瑪格麗特堡壘始建於1518年至1529年，現在的瑪格麗塔塔修建於1842年。目前作為愛沙尼亞航海博物館的總部使用。